# Großmarkt Nürnberg

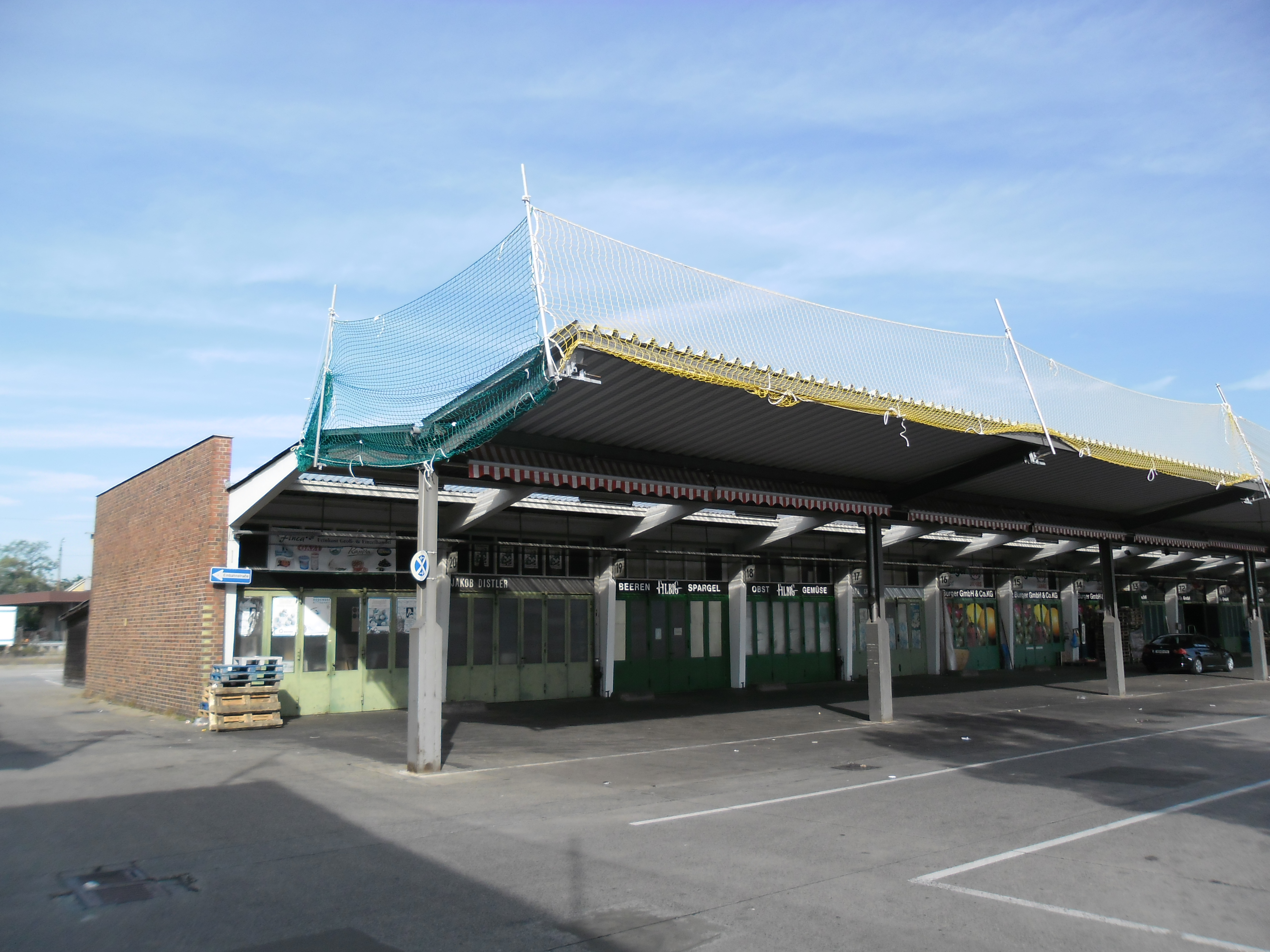
Eine der sechs Hallen am Großmarkt (2012)

Der Großmarkt Nürnberg ist ein Großmarkt in Nürnberg-Gaismannshof, der zu den größten in Deutschland gehört und am Umsatz gemessen bundesweit auf Platz acht liegt.

## Entstehungsgeschichte

### Obstmarkt

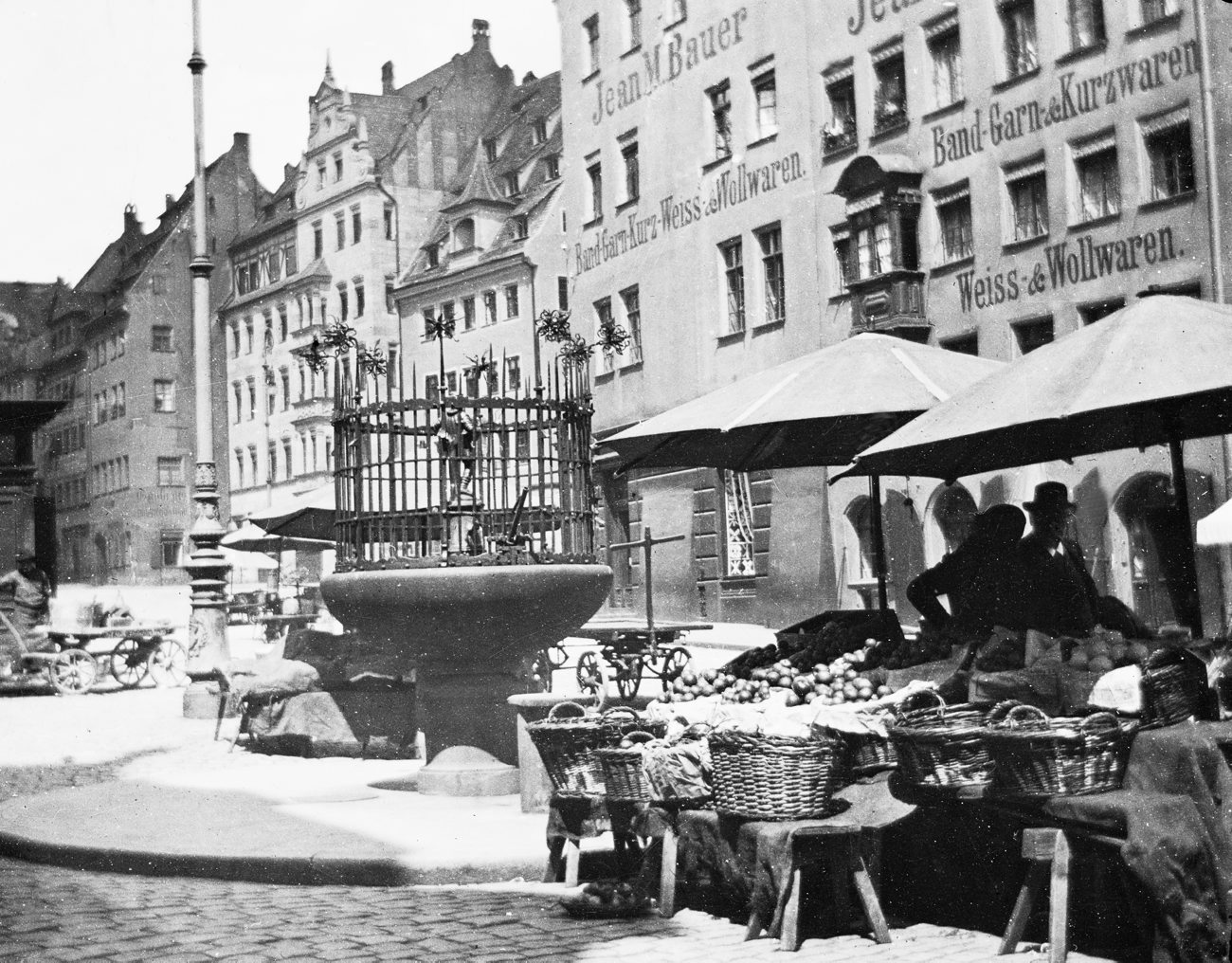
Händler am Obstmarkt

Der erste Vorläufer des Großmarkts entstand 1349 nach der Zerstörung des Judenviertels mit der Anlegung eines zweiten rechteckigen Marktplatzes neben dem Hauptmarkt hinter der Frauenkirche. Hier wurden getrocknete und frische Früchte angeboten, wodurch der bis heute verwendete Name Obstmarkt entstand. Im Anschluss befand sich der Weintraubenmarkt und am südlichen Platzende der Mehlmarkt, Heringsmarkt und Gänsemarkt.

### Insel Schütt
Nachdem sich der Markt bereits um 1899 auch auf den angrenzenden Spitalplatz (heute: Hans-Sachs-Platz) ausgeweitet hatte und man die ehemaligen Wirtschaftsgebäude des Heilig-Geist-Spitals als Markthallen und später auch zur Lagerung von Obst nutzte, erfolgte 1917 die förmliche Trennung in Groß- und Einzelhandel. Der Großmarkt wurde hierbei dem städtischen Marktamt unterstellt, das den Handel auf dem Spitalplatz und vor allem der Vorderen Insel Schütt abhielt. Obwohl der Marktverkehr bereits in den 1930er Jahren in der Altstadt kaum mehr zu bewältigen war und Pläne zu einer Verlegung entwickelt wurden, nahm man 1936 eine Großmarktobsthalle auf der Insel Schütt in Betrieb.

### Gaismannshof

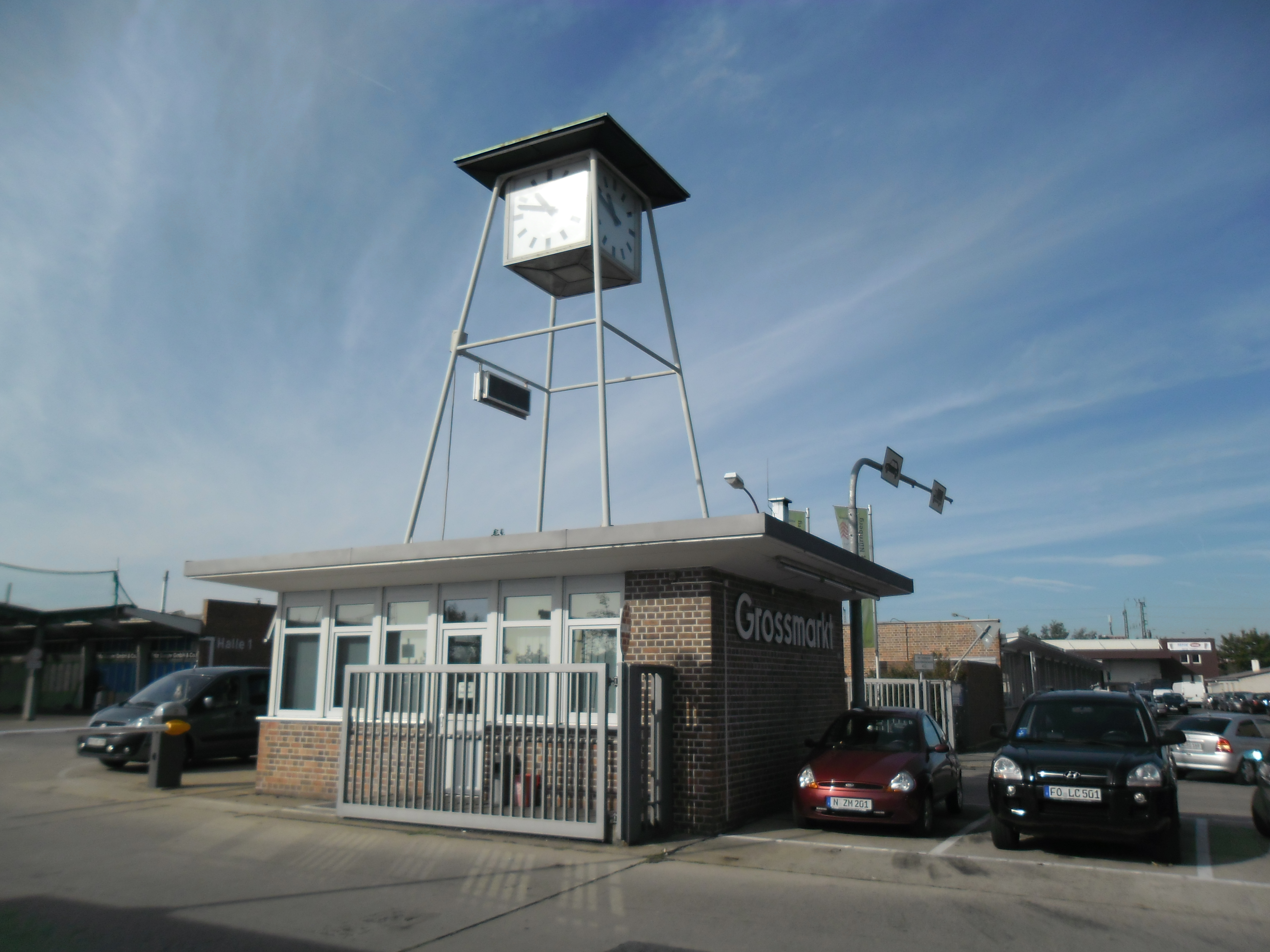
Zufahrt

Nach dem Zweiten Weltkrieg machte man sich bald auf die Suche nach einem neuen, geeigneteren Standort, der vor allem über einen Bahnanschluss verfügen sollte. Während sich die Bauern des Knoblauchslandes für einen Standort auf dem Gelände des ehemaligen Flughafens Nürnberg-Marienberg, der im Krieg zerstört wurde, starkmachten, plädierten die Großhändler für einen Standort im Südwesten. 1956 entschied man sich für einen Standort in Gaismannshof neben der Ringbahn, sodass der neue Großmarkt seinen Betrieb am 20. April 1959 aufnehmen konnte.

## Statistik
Der Großmarkt Nürnberg bietet auf einer Gesamtfläche von rund 160.000 Quadratmetern täglich von fünf bis elf Uhr eine Verkaufsfläche von etwa 50.000 Quadratmetern mit 88 Verkaufsboxen und 280 Verkaufsplätzen. Rund 150 Firmen, darunter auch Selbsterzeuger aus dem benachbarten Knoblauchsland, sind am Markt tätig und versorgen etwa 2.000 Kunden. Die Kunden sind ausschließlich gewerbliche Wiederverkäufer, gewerbliche Verbraucher und Großabnehmer aus ganz Nordbayern, vorwiegend aus der Gastronomie oder dem Einzelhandel, die rund drei Millionen Endverbraucher haben. Der Jahresumsatz liegt bei etwa 200.000 Tonnen Obst, Gemüse, Fleisch, Fisch und Blumen.

## Bahnhof Nürnberg-Großmarkt
| Daten               | Daten                           |
| ------------------- | ------------------------------- |
| Betriebsstellenart: | Durchgangsbahnhof               |
| Abkürzung:          | NNGR                            |
| Eröffnung:          | 1959                            |
| Lage                |                                 |
| Stadt/Gemeinde      | Nürnberg                        |
| Ort/Ortsteil:       | Gaismannshof                    |
| Land:               | Bayern                          |
| Staat:              | Deutschland                     |
| Koordinaten:        | 49° 24′ 56,2″ N, 11° 4′ 51,9″ O |
| Eisenbahnstrecken   |                                 |
| Südring (km 11,6)   |                                 |

Der Bahnhof Nürnberg-Großmarkt (Abkürzung: NNGR) ist ein nur dem Güterverkehr dienender Bahnhof in Nürnberg und liegt an der Nürnberger Ringbahn südlich der Straßenunterführung Leyher Straße. Er stellte die Versorgung des Großmarkts sicher und wurde zu diesem Zweck bei dessen Bau 1959 miterrichtet. Heute sind nur ein Überholgleis und eine nicht mehr genutzte Gleiswaage nebst Dienstgebäude übrig geblieben. Der Bahnhof dient hierbei als Vorbahnhof des Rangierbahnhofs. Das Anschlussgleis zum Großmarkt wurde zum Teil zurückgebaut, ebenso weitere Anschlüsse zu Speditionen auf der gegenüberliegenden Seite der Ringbahn. Gleisreste eines weiteren Anschlusses am südlichen Ende des Bahnhofs sind auf dem Parkplatz eines Elektromarkts erhalten geblieben.

## Dokumentationen
- Nachts in Nürnberg: Auf dem Großmarkt, Franken Fernsehen, 2021[1]